# Nipponopsalis coreana
Espèce
Synonymes
- Ischyropsalis coreana Suzuki, 1966

Nipponopsalis coreana est une espèce d'opilions dyspnois de la famille des Nipponopsalididae.

## Distribution
Cette espèce est endémique de Corée du Sud. Elle se rencontre vers Chungju et le mont Socrii.

## Description
Le mâle holotype mesure 2,30 mm.

## Systématique et taxinomie
Cette espèce a été décrite sous le protonyme Ischyropsalis coreana par Suzuki en 1966. Elle est placée dans le genre Nipponopsalis par Martens et Suzuki en 1966.

## Étymologie
Son nom d'espèce lui a été donné en référence au lieu de sa découverte, la Corée.

## Publication originale
- Suzuki, 1966 : « Four remarkable phalangids from Korea. » Annotationes Zoologicae Japonenses, vol. 39, no 2, p. 95–106.